# Pretty Much Your Standard Ranch Stash
| Recensione | Giudizio |
| ---------- | -------- |
| AllMusic   | [ 3 ]    |

Pretty Much Your Standard Ranch Stash è un album discografico di Michael Nesmith, pubblicato dalla casa discografica RCA Victor Records nell'ottobre del 1973.

## Tracce

### LP
Lato A (APL1-0164-A)
1. Continuing – 3:55 (Michael Nesmith)
2. Some of Shelly's Blues – 3:21 (Michael Nesmith)
3. Release – 3:49 (Michael Nesmith)
4. Winonah – 3:56 (Michael Nesmith, Linda Hargrove, James Miner)

Lato B (APL1-0164-B)
1. Born to Love You – 3:55 (Cindy Walker)
2. Medley: The Back Porch and a Fruit Jar Full of Iced Tea – 8:19
3. Prairie Lullaby – 4:12 (Billy Hill)

## Musicisti
- Michael Nesmith – voce, chitarra acustica ritmica
- Jay Lacy – chitarra elettrica solista
- Dr. Robert K. Warford – chitarra elettrica solista, banjo
- O. J. "Red" Rhodes - chitarra pedal steel, dobro
- David Barry – piano
- Billy Graham – basso, fiddle
- Danny Lane – batteria

Note aggiuntive
- Michael Nesmith - produttore
- Registrazioni effettuate il 12-16 marzo, 1973 al "RCA's Music Center of the World", Hollywood, California
- Peter Abbott e Lehan Kent Tunks – ingegneri delle registrazioni e del remixaggio
- Norman Seeff – foto copertina album originale [4]